# Hohenzollern-Haigerloch

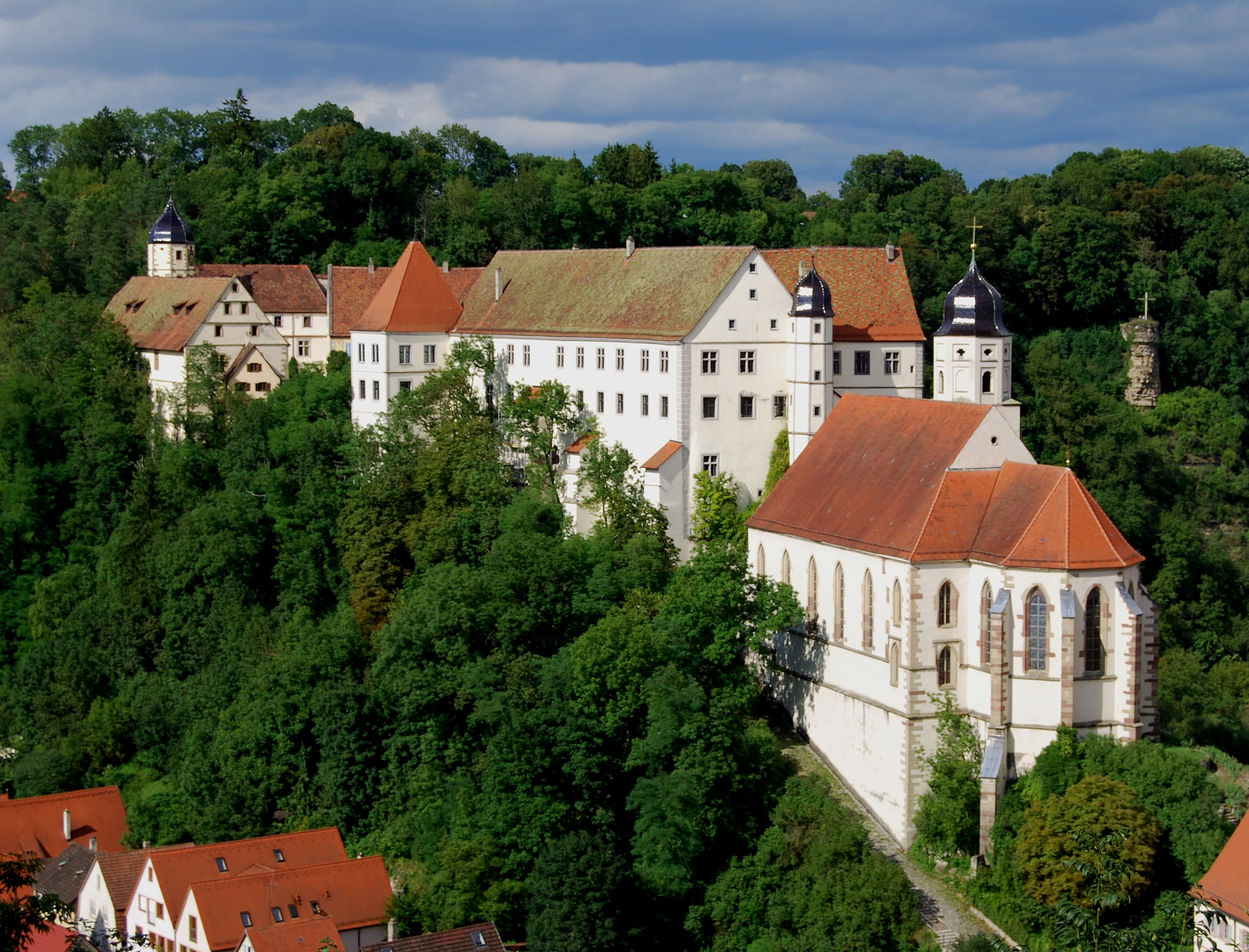
Slot in Haigerloch

Hohenzollern-Haigerloch was een tot de Zwabische Kreits behorend graafschap binnen het Heilige Roomse Rijk.
Na het uitsterven van de graven van Werdenberg in 1534 viel het graafschap Sigmaringen terug aan het rijk. De keizer beleende vervolgens Karel I van Hohenzollern met Sigmaringen en Veringen. Na de dood van zijn neef in 1558 waren alle bezittingen van het huis Hohenzollern in één hand verenigd. Het sterk uitgebreide bezit werd echter na de dood van Karel I in 1576 onder zijn zoons verdeeld:
- Eitel Frederik IV in Hohenzollern-Hechingen (uitgestorven 1869).
- Karel II in Hohenzollern-Sigmaringen.
- Christoffel in Hohenzollern-Haigerloch (uitgestorven 1634)

Bij de deling kreeg Hohenzollern-Haigerloch de heerlijkheid Haigerloch (een allood) en de heerlijkheid Wehrstein (een Oostenrijks leen). In 1591 werd Dettensee verworven. Na het uitsterven van de graven in 1634 werden de gebieden verenigd met Hohenzollern-Sigmaringen. Van 1681 tot 1702 regeerde een jongere broer van vorst Maximiliaan van Hohenzollern-Sigmaringen in Haigerloch.

## Graven van Hohenzollern-Haigerloch
| regering  | naam              | geboren   | overleden  | familie                                         |
| --------- | ----------------- | --------- | ---------- | ----------------------------------------------- |
| 1576-1592 | Christoffel       | 20-3-1552 | 21-4-1592  | zoon van Karel I van Hohenzollern               |
| 1592-1620 | Johan Christoffel | 1586      | 4-12-1620  | zoon                                            |
| 1620-1634 | Karel II          | 1588      | 7-3-1634   | broer                                           |
| 1681-1702 | Frans Anton       | 5-12-1657 | 14-10-1702 | zoon van Meinrad I van Hohenzollern-Sigmaringen |